# کن موریئوکا
کن موریئوکا (ژاپنی: 森岡賢؛ ۱۵ مارس ۱۹۶۷ – ۳ ژوئن ۲۰۱۶) موسیقی‌دان، keyboardist، آهنگساز، تهیه‌کننده موسیقی اهل ژاپن بود. وی بین سال‌های ۱۹۸۲ تا ۲۰۱۶ میلادی فعالیت می‌کرد.